# Tito Calpurnio Siculo
Tito Calpurnio Siculo (Sicilia, ... – ...; fl. I secolo) fu un poeta bucolico romano.
Attivo presumibilmente al tempo di Nerone e soprannominato Siculo o per la sua imitazione del siciliano Teocrito o per il suo luogo di nascita, sotto il suo nome ci sono giunte undici egloghe, anche se le ultime quattro, a seguito di considerazioni sulla metrica ed indizi reperibili sul manoscritto, sono oggi attribuite a Nemesiano, poeta della seconda metà del III secolo. La separazione delle opere di Calpurnio da quelle di Nemesiano fu stabilita da Moritz Haupt nel De Carminibus bucolicis Calpurnii et Nemesiani (1854).

## Biografia
Poco si sa della vita di Tito Calpurnio. Dal poeta stesso (che si riconosce facilmente nella figura di Coridone) sappiamo che trovandosi in ristrettezze economiche era sul punto di emigrare in Spagna quando venne aiutato da Meliboeus. Sembra che, aiutato dalla sua influenza, Tito Calpurnio si sia assicurato un posto a Roma. In quale periodo Tito Calpurnio sia vissuto a Roma è materia di discussione ma tutto lascia supporre che si trattasse del periodo durante il principato di Nerone. L'imperatore, infatti, viene da lui descritto come giovane piacente come Marte e Apollo, la cui salita al potere è vista come un'età dell'oro e preannunciata dall'apparizione di una cometa. E una cometa apparve poco prima della morte di Claudio, imperatore romano che precedette il regno di Nerone.
Nelle poesie di Tito Calpurnio l'imperatore organizza splendidi giochi nell'anfiteatro (si può presumere quello in legno fatto erigere da Nerone nel 57) e le parole: "maternis causam qui vicit Julis" (I.45) probabilmente si riferiscono a un discorso di Nerone, tenuto in lingua greca, in favore dei Troiani (V. Svetonio, Nerone, 7, e Tacito, Annali, XII, 58), da cui la gens Iulia, attraverso Iulo figlio di Enea, faceva derivare la famiglia.

### Chi èMeliboeus?
Meliboeus, il patrono del poeta, è stato variamente identificato con Columella, Seneca il giovane e Gaio Calpurnio Pisone. Anche se la sfera dell'attività letteraria di Meliboeus, (come indicato in IV, 53) non si accorda a nessuno dei tre, ciò che si conosce di Calpurnio Pisone si avvicina molto a quanto il poeta dice di Meliboeus. Descrive la sua generosità, la sua intimità con l'imperatore e il suo interesse per la poesia tragica. Inoltre questa interpretazione è suggerita dallo studio del poema De Laude Pisonis che ci è pervenuta senza il nome dell'autore ma che presenta considerevoli indizi per essere attribuita a Tito Calpurnio.
Il poema mostra forti somiglianze con le egloghe in quanto a scelta metrica, linguaggio e soggetto. L'autore della "Laus" è giovane, di rispettabile famiglia e desideroso di guadagnarsi il favore di Pisone quale suo mecenate. Per di più la somiglianza fra i due nomi (Calpurnio) non può essere considerata accidentale. Viene suggerito che il poeta possa essere stato adottato da Pisone o che fosse figlio di un appartenente alla stessa gens. L'atteggiamento dell'autore della Laus verso il soggetto del panegirico sembra mostrare minor intimità della relazione che, nelle egloghe, si vede fra Coridone e Meliboeus e vi è un'evidenza interna che la Laus è stata scritta durante il regno di Claudio. (Teuffel-Schwabe, Hist. of Rom. Lit. 306,6).
Si possono anche menzionare i frammenti di due brevi ecloghe riscoperte nel XIX secolo, le cosiddette ecloghe di Einsiedeln: i poemi, se non scritti proprio da Calpurnio, potrebbero esserne un'imitazione.

## Opera
Anche se in Tito Calpurnio non si legge nulla di originale, egli si mostra un intelligente artigiano letterario. Il principale modello è chiaramente Virgilio, del quale, sotto il nome di Tityrus, egli parla con grande entusiasmo e mutua i personaggi di Coridone e Meliboeus. È anche poeticamente indebitato con Ovidio e il siciliano Teocrito.
Nello stile pastorale melangé da lui coltivato, la natura diventa un pretesto del poeta che vorrebbe sottintendere un'adulazione ingegnosa. Questa invece è il suo -fin troppo ovvio- scopo finale ma non esclude il piacere genuino e conseguentemente una genuina realizzazione poetica.
Le opere di Tito Calpurnio furono stampate per la prima volta nel 1471 assieme a quelle di Silio Italico e sono state ripubblicate con frequenza, in genere assieme a quelle di Grazio e  il già citato Nemesiano.